# 松平忠刻 (島原藩主)
松平 忠刻（まつだいら ただとき）は、江戸時代中期の大名。肥前国島原藩4代藩主。深溝松平家9代当主。官位は従五位下・主殿頭。

## 生涯
享保元年（1716年）7月19日、分家の大身旗本・松平勘敬の次男として誕生。元文3年（1738年）に3代藩主・松平忠俔が嗣子無くして死去したため、その養子として家督を相続し、12月18日に従五位下・主殿頭に叙位・任官する。
2代藩主・松平忠雄の治世から続く家臣団の不祥事の収拾に尽力し、綱紀粛正を徹底した。また、家臣による不祥事を徹底的に取り締まるため、これまで以上に藩政の記録を精密にした。寛保2年（1742年）、延享3年（1746年）、寛延元年（1748年）には倹約令を出し、10万本のハゼノキを植樹して製蝋の基礎を確立するなどして緊縮財政政策による財政再建を目指した。学問も奨励している。これらの藩政における実力を評価されてか、延享4年（1747年）には奏者番に任じられて幕政に参与するまでになったが、これがかえって出費をさらに招き、商人からの借金停止にまで至った。

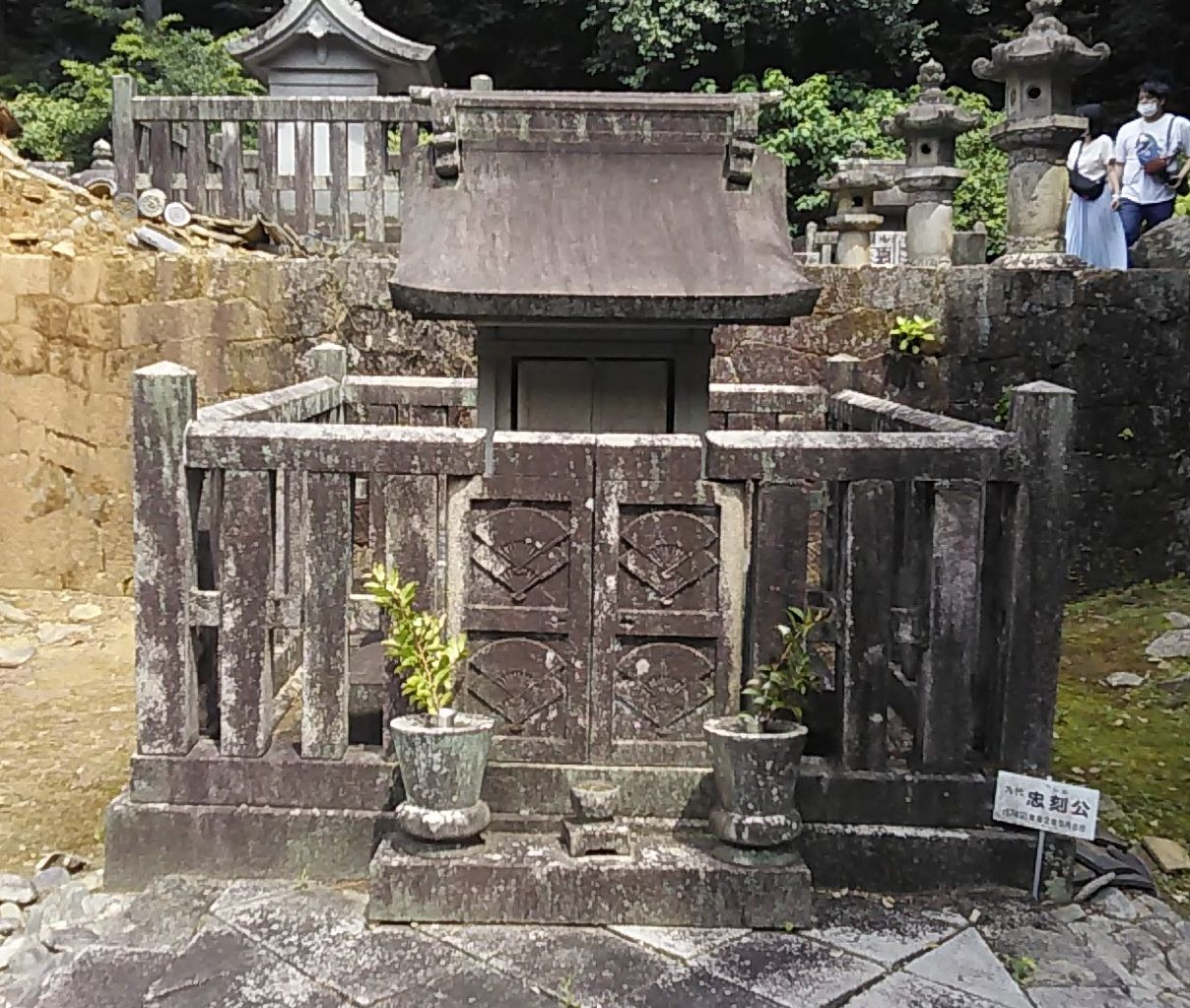
松平忠刻の墓(幸田町本光寺)

寛延2年（1749年）5月10日、参勤交代のために江戸に赴く途上の周防国下松藩内で発病し、そのまま死去した。享年34。跡を長男・忠祗が継いだ。

## 系譜
父母
- 松平勘敬（実父）
- 松平忠俔（養父）

正室
- 土屋陳直の娘

子女
- 松平忠祇（長男）生母は正室
- 松平忠恕（次男）生母は正室
- 松平忠孝
- 巨勢忠睦

養女
- 松平勝尹室 ー 実妹
- 土井利信室 ー 松平忠救の娘